# San Antonio del Norte
Pour les articles homonymes, voir San Antonio (homonymie).
San Antonio del Norte est une municipalité du Honduras, située dans le département de La Paz. La municipalité comprend 6 villages et 45 hameaux.

## Source de la traduction
- (es) Cet article est partiellement ou en totalité issu de l’article de Wikipédia en espagnol intitulé « San Antonio del Norte » (voir la liste des auteurs).